# Chlorocytus polichna
Chlorocytus polichna är en stekelart som först beskrevs av Walker 1848.  Chlorocytus polichna ingår i släktet Chlorocytus och familjen puppglanssteklar. Arten är reproducerande i Sverige. Inga underarter finns listade i Catalogue of Life.